# Брисбен, Томас Макдугалл
Генерал-майор сэр Томас Макдугалл Брисбен (англ. Thomas Makdougall Brisbane; 23 июля 1773, Ларгс, Шотландия - 27 января 1860, Ларгс, Шотландия) — британский офицер, администратор и астроном. По рекомендации герцога Веллингтона, с которым он служил, его назначили губернатором Нового Южного Уэльса. На этой должности он пробыл с 1821 по 1825 год.

## Биография
Томас Макдугалл Брисбен родился 23 июля 1773 года в городе Ларгс, Шотландия. Получил образование астронома и математика в Эдинбургском Университете.
Вступил в ряды Британской Армии в 1789 году и сделал блестящую карьеру во Фландрии, Вест-Индии, Испании и Северной Америке. Состоял на службе у А́ртура Уэ́лсли.
В 1813 году Томас Макдугалл Брисбен получил звание генерал-майор.
С 1818 по 1821 год состоял командиром войск на юге Ирландии, затем был назначен губернатором Нового Южного Уэльса и за время своего четырёхлетнего управления сделал массу важных дел для вверенной ему провинции: поощрял обработку земель, выписывал лучшие сорта семян, разводил породистый скот и т.д.
Свободное время Брисбен посвящал занятиям астрономией. Лондонское королевское общество наградило его медалью за его «Брисбенский каталог звезд», куда вошло около 7385 неизвестных доселе звёзд.
В ноябре 1819 года Томас Брисбен женился на Анне Марии МакДугалл.
Томас Макдугалл Брисбен умер 27 января 1860 года в шотландском городе Ларгсе.
Его работы напечатаны в «Transactions of the Royal Society of Edinbourg».

## Награды
- Орден Бани
  - Рыцарь Большого креста (1837)
  - Рыцарь-командор (1814)
- Рыцарь Большого креста Королевского Гвельфского ордена
- Армейская золотая медаль
- Золотая медаль Королевского астрономического общества (1828)

## Память
- В честь Томаса Макдугалла Брисбена в 1935 г. назван кратер на Луне.
- Его имя носит город Брисбен на Восточном Побережье Австралии.

## Первоисточники
- Sir Thomas Makdougall-Brisbane. Reminiscences (англ.). — Edinburgh: Thomas Constable[англ.], 1860. — 128 p.